# Долго Брдо-при-Млиншах
Долго Брдо-при-Млиншах (словен. Dolgo Brdo pri Mlinšah) — поселення в общині Загорє-об-Саві, Засавський регіон, Словенія. Висота над рівнем моря: 594,4 м.